# Nailed It!
Mandou Bem é uma série de televisão original Netflix de competição culinária. A cada episódio, três confeiteiros amadores deverão recriar sobremesas desafiadoras em tempos pré-estabelecidos. Uma das características da série é o humor causado pelas desastrosas tentativas em cumprir o objetivo, além dos comentários dos apresentadores e convidados especiais.
Estreou no dia 09 de março de 2018.

## Formato
A competição é divida em dois blocos: A escolha do Confeiteiro e Mandou bem ou Mandou mal. 
No primeiro bloco, os competidores deverão escolher qual sobremesa temática tentaram recriar dentre três opções. O vencedor do bloco ganha o chapéu de confeiteiro dourado do programa, além de um prêmio variável a cada episódio. Aquele que teve o pior desempenho, terá em sua bancada um botão de ajuda extra, que vária desde uma ligação de 3 minutos; congelar os outros oponentes por 3 minutos; Nicole inconveniente, que fará a apresentadora principal desconcentrar os outros dois participante por 1 minuto e meio cada; e perdoe o meu francês, utilizado durante um pedido de ajuda de outro participante, fará o chef principal responder aos questionamentos somente em francês.
Já o último e mais difícil bloco, todos os três competidores deverão reproduzir fielmente a sobremesa principal, em geral um bolo, que por conta da complexidade definirá o vencedor do episódio, que receberá o prêmio de 10.000 dólares. Todos têm um botão de ajuda que dura 3 minutos, durante a ajuda, poderão esclarecer dúvidas sobre a preparação da sobremesa.
Em ambos desafios, o competidor deve reproduzir a estética e o gosto ideal dentro do limite de tempo.

## Apresentadores
A série é apresentada pela comediante Nicole Byer e o chocolateiro francês Jacques Torres. A cada episódio, um novo convidado especial participa dos julgamentos.

## Temporadas
| Temporada | Temporada                      | Episódios | Episódios | Originalmente lançado  |                        |
| --------- | ------------------------------ | --------- | --------- | ---------------------- | ---------------------- |
|           | 1                              | 6         | 6         | 9 de março de 2018     |                        |
|           | 2                              | 7         | 7         | 29 de junho de 2018    |                        |
|           | Holiday! 1                     | 7         | 7         | 7 de dezembro de 2018  | 7 de dezembro de 2018  |
|           | 3                              | 6         | 6         | 17 de maio de 2019     |                        |
|           | Holiday! 2                     | 6         | 6         | 22 de novembro de 2019 | 22 de novembro de 2019 |
|           | 4                              | 8         | 8         | 1 de abril de 2020     |                        |
|           | Temporada 5: Problema em Dobro | 6         | 6         | 26 de março de 2021    |                        |
|           | 6                              | 6         | 6         | 15 de setembro de 2021 |                        |
|           | Temporada 7: Halloween         | 4         | 4         | 5 de outubro de 2022   |                        |

### Primeira Temporada
| Episódio # | Título               | Convidado Especial | Estreia original   |
| --- | -------------------- | ------------------ | ------------------ |
| 1 | "Do bar ao altar"    | Sylvia Weinstock   | 9 de março de 2018 |
| Sob o olhar atento de uma famosa designer de bolos, os concorrentes decoram cake pops complicados e um bolo de casamento de três andares.     |                      |                    |                    |
| 2 | "Ilha da fantasia"   | Zac Young          | 9 de março de 2018 |
| Os confeiteiros fazem o impossível para criar donuts com cara de pirata, antes de decorar uma torre comestível com princesa e tudo.           |                      |                    |                    |
| 3 | "As águas vão rolar" | Valerie Gordon     | 9 de março de 2018 |
| Duas receitas de dar medo: uma banheira cheia de chocolate quente e um bolo de tubarão de boca aberta. Os chefs vão lutar para não naufragar. |                      |                    |                    |
| 4 | "Uma ciência maluca" | Dave Arnold        | 9 de março de 2018 |
| Antes de oferecer um estranho bolo de vulcão a um especialista em alimentos, os chefs servem coquetel e cupcake para deixá-lo relaxado.       |                      |                    |                    |
| 5 | "Direto do Japão"    | Yolanda Gampp      | 9 de março de 2018 |
| Uma estrela do YouTube famosa por seu fondant assiste aos confeiteiros tentarem reproduzir dois de seus famosos bolos com tema japonês.       |                      |                    |                    |
| 6 | "Está na cara!"      | Jay Chandrasekhar  | 9 de março de 2018 |
| Os teimosos chefs fazem arte ao tentar desenhar o próprio rosto em um cookie e ao criar um busto comestível à imagem de Donald Trump.         |                      |                    |                    |

### Segunda Temporada
| Episódio # | Título                                     | Convidado Especial  | Estreia original    |
| --- | ------------------------------------------ | ------------------- | ------------------- |
| 1 | "Alta sociedade"                           | Jon Gabrus          | 29 de junho de 2018 |
| Os concorrentes encaram dois desafios da confeitaria: panquecas da madrugada e um bolo que desafia a gravidade.                          |                                            |                     |                     |
| 2 | "Fantasiosos e deliciosos"                 | Ron Ben-Israel      | 29 de junho de 2018 |
| Os confeiteiros partem para o tudo ou nada quando tentam fazer bolinhos de contos de fadas e um bolo em formato de unicórnio.            |                                            |                     |                     |
| 3 | "Episódio esportivo"                       | Johnny Hekker       | 29 de junho de 2018 |
| De olho na vitória, os confeiteiros criam um estádio com petisco e um bolo em forma de grelha de churrasco.                              |                                            |                     |                     |
| 4 | "Mandando bem no Natal"                    | Waylynn Lucas       | 29 de junho de 2018 |
| Os confeiteiros arregaçam as mangas para fazer cookies natalinos e construir uma elaborada casinha de gengibre.                          |                                            |                     |                     |
| 5 | "Soltando as feras"                        | Art Smith           | 29 de junho de 2018 |
| Os concorrentes enfrentam o medo (com facas bem afiadas) para esculpir um animal numa melancia e fazer um bolo em forma de cobra.        |                                            |                     |                     |
| 6 | "De outro mundo"                           | Joshua John Russell | 29 de junho de 2018 |
| Desafios espaciais surpreendem os confeiteiros durante o preparo de cupcakes cósmicos e de um gigantesco bolo em forma de sistema solar. |                                            |                     |                     |
| 7 | "Bônus: 3, 2, 1... Ainda não está pronto!" | Antoni Porowski     | 29 de junho de 2018 |
| Cinco fabulosos fãs de "Mandou Bem" visitam a cozinha para um desafio que, de tão especial, exigiu um episódio extra.                    |                                            |                     |                     |

### Holiday!1
| Episódio # | Título                          | Convidado Especial        | Estreia original      |
| --- | ------------------------------- | ------------------------- | --------------------- |
| 1 | "Mandando mal no Natal"         | Lauren Lapkus             | 7 de dezembro de 2018 |
| Os competidores fazem um milagre culinário com bolinhos para um presépio e um Papai Noel de cabeça para baixo.                                                          |                                 |                           |                       |
| 2 | "Entrando numa fria na cozinha" | Justin Willman            | 7 de dezembro de 2018 |
| Os azarados confeiteiros fazem três donuts de animais do frio. Depois é a vez de um bolo em forma de pista de esqui. Será que as montanhas nevadas vão desmoronar?      |                                 |                           |                       |
| 3 | "Desafios de Chanucá"           | Sylvia Weinstock          | 7 de dezembro de 2018 |
| Para celebrar o Chanucá, os competidores fazem dreidels e preparam um elaborado bolo em camadas com vinho kosher.                                                       |                                 |                           |                       |
| 4 | "Colapso culinário em família"  | Gemma Stafford            | 7 de dezembro de 2018 |
| Depois de uma rodada de flocos de arroz e cacau, as famílias dos confeiteiros precisam ajudar a fazer um bolo em forma de peru.                                         |                                 |                           |                       |
| 5 | "Brincando de confeitar"        | Ron Funches               | 7 de dezembro de 2018 |
| Um desafio embrulhado para presente revela brinquedos comestíveis. Na tarefa seguinte, um ridículo bolo em forma de robô com luzes.                                     |                                 |                           |                       |
| 6 | "3... 2... 1... acabou!"        | Jason Mantzoukas          | 7 de dezembro de 2018 |
| Três participantes favoritos dos fãs de "Mandou Bem" voltam para festejar o réveillon. Para acompanhar, biscoitos de resolução de ano novo e um bolo torto borbulhante. |                                 |                           |                       |
| 7 | "Faça você mesmo!"              | Jim Noonan e Kate Berlant | 7 de dezembro de 2018 |
| É hora de mostrar as habilidades longe da cozinha. Será que nossos competidores meio desajeitados conseguem fazer uma maquete e um suéter feio de Natal?                |                                 |                           |                       |

### Terceira Temporada
| Episódio # | Título                       | Convidado Especial | Estreia original   |
| --- | ---------------------------- | ------------------ | ------------------ |
| 1 | "O episódio da Marvel!"      | Felicia Day        | 17 de maio de 2019 |
| Confeiteiros nada heroicos preparam cupcakes com temas da Marvel e o bolo "Pantera Negra".                                                                            |                              |                    |                    |
| 2 | "Bolo-fobia"                 | Natalie Sideserf   | 17 de maio de 2019 |
| O que dá mais medo que um cozinheiro incapaz de ler a receita? Um trio de biscoitos em forma de insetos horripilantes e um bolo de palhaço com gosto de algodão doce. |                              |                    |                    |
| 3 | "Obra-prima ou desastre?"    | Betsy Sodaro       | 17 de maio de 2019 |
| Confeiteiros amadores tentam imitar os grandes mestres com biscoitos no estilo de Andy Warhol e um bolo no formato do Davi de Michelangelo.                           |                              |                    |                    |
| 4 | "Temas pré-históricos"       | Rosanna Pansino    | 17 de maio de 2019 |
| Os participantes voltam ao tempo e preparam cupcakes com temática neandertal e um bolo de tiranossauro rex.                                                           |                              |                    |                    |
| 5 | "Bombas tenebrosas!"         | Hubert Keller      | 17 de maio de 2019 |
| Sob pressão, os participantes precisam preparar para dois renomados chefs franceses bombas de consistência perfeita e um folheado no formato de Napoleão Bonaparte.   |                              |                    |                    |
| 6 | "Inspiração na alta-costura" | Charles Phoenix    | 17 de maio de 2019 |
| Dois desafios inspirados na alta-costura põem à prova os minguados talentos dos confeiteiros: o bolo de boneca top model e adereços de cabeça.                        |                              |                    |                    |

### Holiday!2
| Episódio # | Título                      | Convidado Especial | Estreia original       |
| --- | --------------------------- | ------------------ | ---------------------- |
| 1 | "Natal de cara feia"        | Jason Mantzoukas   | 22 de novembro de 2019 |
| Os confeiteiros homenageiam Um Conto de Natal, criando cupcakes com coberturas assustadoras e o busto do personagem principal.                               |                             |                    |                        |
| 2 | "Bololô vintage"            | Maya Rudolph       | 22 de novembro de 2019 |
| Tradições históricas são destruídas por bolos ornamentais pintados à mão e uma sobremesa com a cara do novo queridinho dos fãs.                              |                             |                    |                        |
| 3 | "Escorregadas de hanukah"   | Ron Ben-Israel     | 22 de novembro de 2019 |
| Uma menorá feita com donuts, um bolo em formato de urso inflável e uma celebridade entre os concorrentes? Este episódio está bem recheado!                   |                             |                    |                        |
| 4 | "Acabando com a tradição"   | Bridget Everett    | 22 de novembro de 2019 |
| Os confeiteiros tentam fazer o melhor com o que há de pior, criando anjinhos feitos com cones de waffle e um elaborado bolo "Nicole no Polo Norte“.          |                             |                    |                        |
| 5 | "Desastres natalinos"       | Jillian Bell       | 22 de novembro de 2019 |
| Um cardápio açucarado com ovos verdes, presunto e o bolo do banquete de teiú assado. Será que os concorrentes conseguem acertar as receitas? Parece que não. |                             |                    |                        |
| 6 | "Ano Novo, catástrofe nova" | David Burtka       | 22 de novembro de 2019 |
| Na contagem regressiva para o desastre, os participantes criam máscaras festivas e um bolo esférico para comemorar o Ano Novo.                               |                             |                    |                        |

### Quarta Temporada
| Episódio # | Título                              | Convidado Especial | Estreia original   |
| --- | ----------------------------------- | ------------------ | ------------------ |
| 1 | "Assar ou não assar, eis a questão" | Matt Walsh         | 1 de abril de 2020 |
| Duas sobremesas inspiradas na literatura não agradam: biscoitos de vitrais shakespearianos e o bolo em 3D do livro Moby Dick.                                        |                                     |                    |                    |
| 2 | "Anos 90"                           | Fortune Feimster   | 1 de abril de 2020 |
| Um bolo gelado de caixa de som feito com nitrogênio líquido e um bolo do barulho coberto com pasta americana? Esse é o desafio dos anos 90.                          |                                     |                    |                    |
| 3 | "Tesouros perdidos"                 | Gemma Stafford     | 1 de abril de 2020 |
| Esses doces são o terror dos participantes: ovos de chocolate e bolo de esfinge em camadas. Prepare-se para muitas surpresas.                                        |                                     |                    |                    |
| 4 | "Carruagens de fracasso"            | Gabby Douglas      | 1 de abril de 2020 |
| Os confeiteiros querem o ouro no desafio dos biscoitos de medalhas – e não conseguem. Eles também fazem um bolo de natação artística com uma tocha feita de waffle.  |                                     |                    |                    |
| 5 | "Aventuras selvagens"               | Rachel Fong        | 1 de abril de 2020 |
| Doces selvagens recheados com geleia e um bolo de café em forma de um bicho-preguiça tiram os participantes da zona de conforto. E os resultados são surpreendentes. |                                     |                    |                    |
| 6 | "A vez do faroeste"                 | Adam Scott         | 1 de abril de 2020 |
| Uma rodada com a temática de faroeste inspira rosquinhas de patos caubóis, um bolo de cerveja... E péssimos sabores.                                                 |                                     |                    |                    |
| 7 | "Milagre da ciência"                | Valerie Gordon     | 1 de abril de 2020 |
| De béqueres aos foguetes mais altos já feitos na série, esses doces inspirados na ciência exigem o impossível dos confeiteiros – e convidam crianças à cozinha.      |                                     |                    |                    |
| 8 | "Rumo ao altar"                     | Christina Tosi     | 1 de abril de 2020 |
| Os confeiteiros tentam recriar doces de casamento, inclusive minibolos com os músicos da festa e uma obra-prima com temática de Vegas e noivos que dançam.           |                                     |                    |                    |

### Temporada 5: Problema em Dobro
| Episódio # | Título                   | Convidado Especial | Estreia original    |
| --- | ------------------------ | ------------------ | ------------------- |
| 1 | "Dos deuses, só que não" | Andrea Savage      | 26 de março de 2021 |
| Cupcakes de deuses gregos e um bolo no formato da cabeça da Medusa exigem um esforço hercúleo. E você vai morrer de rir com os resultados!                         |                          |                    |                     |
| 2 | "Parque de diversões"    | Ron Funches        | 26 de março de 2021 |
| Numa verdadeira roda-gigante de fracassos, as equipes se divertem fazendo bonecos de pipoca caramelizada e bolo de montanha-russa.                                 |                          |                    |                     |
| 3 | "Fundo do mar"           | Lil Rel Howery     | 26 de março de 2021 |
| Hoje a inspiração veio do fundo do mar! As duplas vão preparar minibolos de animais marinhos e um bolo enorme em formato de polvo.                                 |                          |                    |                     |
| 4 | "Façam as malas"         | Bobby Lee          | 26 de março de 2021 |
| Inspirados em viagens ao redor do mundo, os confeiteiros precisam fazer turistas de massa e um bolo de balão. Mas o destino desse tour gastronômico é um desastre! |                          |                    |                     |
| 5 | "Cozinhando em família"  | Brian Posehn       | 26 de março de 2021 |
| Neste episódio baseado nas delícias da vovó, as duplas precisam criar broches de biscoito com balas em forma de joias e um bolo com o formato de uma velhinha.     |                          |                    |                     |
| 6 | "É bolo ou não é?"       | A$AP Ferg          | 26 de março de 2021 |
| Bolos com forma de pote de cereal, ou de hambúrguer com batata frita? Você não vai acreditar nos resultados das tentativas de recriar estes bolos hiper-realistas. |                          |                    |                     |

### Sexta Temporada
| Episódio # | Título                         | Convidado Especial | Estreia original       |
| --- | ------------------------------ | ------------------ | ---------------------- |
| 1 | "Esses doces são o bicho!"     | Wayne Brady        | 15 de setembro de 2021 |
| O tema é pets peludos! Os cozinheiros assam biscoitos gigantes de animais exóticos e recriam o adorável cãozinho de Nicole, Clyde, em forma de bolo.                    |                                |                    |                        |
| 2 | "Doces de outro mundo"         | Sam Richardson     | 15 de setembro de 2021 |
| Os confeiteiros fazem maçãs do amor alienígenas e um bolo esculpido do monstro do lado Ness baseado em misteriosas criaturas do espaço sideral.                         |                                |                    |                        |
| 3 | "Aventura do Jacques"          | Big Freedia        | 15 de setembro de 2021 |
| Os doces inspirados no Sr. Chocolate Jacques Torres incluem pirulitos de chocolate com carinha e um bolo temperado com cacau e pimenta caiena. Pode rir? Mas é claro!   |                                |                    |                        |
| 4 | "Confeitando história"         | Sasheer Zamata     | 15 de setembro de 2021 |
| De cupcakes inspirados em mulheres negras famosas a um bolo dos pilotos Tuskegee, este episódio em homenagem à História Negra sonha alto. E a gente ri mais alto ainda. |                                |                    |                        |
| 5 | "Tem uma festa em minha boca!" | Reggie Watts       | 15 de setembro de 2021 |
| Confeiteiros amadores fazem bolinhos de chapéus de feriado antes de enfrentarem um bolo surpresa de Marmota que vai dar o que falar.                                    |                                |                    |                        |
| 6 | "Nabo pode dar errado"         | June Diane Raphael | 15 de setembro de 2021 |
| O tema de jardinagem dá vida a gnomos de massa sobre tortilhas e a uma bela horta que decora um bolo quase saudável de cenoura e abobrinha.                             |                                |                    |                        |

### Temporada 7: Halloween
| Episódio # | Título             | Convidado Especial | Estreia original     |
| --- | ------------------ | ------------------ | -------------------- |
| 1 | "Cobra Kai"        | Mary Mouser        | 5 de outubro de 2022 |
| Os competidores fazem pretzels coloridos inspirados em "Cobra Kai" e um estranho bolo de Halloween.                                        |                    |                    |                      |
| 2 | "The Witcher"      | Tone Bell          | 5 de outubro de 2022 |
| Os competidores fazem criaturas em glacê e um bolo inspirado em "The Witcher".                                                             |                    |                    |                      |
| 3 | "Umbrella Academy" | Emmy Raver-Lampman | 5 de outubro de 2022 |
| Os competidores se inspiram em "Umbrella Academy" e fazem um trio de bonecos das Rosquinhas Griddy e um bolo inspirado em Hazel e Cha-Cha. |                    |                    |                      |
| 4 | "Slime Time"       | Chelsea Peretti    | 5 de outubro de 2022 |
| Os confeiteiros precisam entalhar abóboras e fazer um bolo de autópsia alienígena com recheio de slime comestível.                         |                    |                    |                      |